# Trichacis
Trichacis is een geslacht van vliesvleugelige insecten uit de familie Platygastridae.

## Soorten
- T. abdominalis Thomson, 1859
- T. afurcata Szabó, 1977
- T. bidentiscutum Szabó, 1981
- T. didas (Walker, 1835)
- T. fusciala Szabó, 1981
- T. hajduica Szabó, 1981
- T. hungarica Szabó, 1977
- T. illusor Kieffer, 1926
- T. mahunkai Szabó, 1981
- T. nosferatus Buhl, 1997
- T. opaca Thomson, 1859
- T. pannonica Szabó, 1977
- T. pisis (Walker, 1835)
- T. pulchricornis Szelenyi, 1953
- T. quadriclava Szabó, 1981
- T. remulus (Walker, 1835)
- T. tatika Szabó, 1977
- T. vitreus Buhl, 1997